# Marcel Worms
Marcel Worms (Amsterdam, 1951) is een Nederlands pianist gespecialiseerd in kamermuziek.
Hij studeerde aan het Conservatorium van Amsterdam bij Hans Dercksen en Alexandre Hrisanide en nam ook lessen bij Youri Egorov en Alicia de Larrocha.
Zijn voorkeur gaat uit naar thematische programma's. Zo stelde hij programma's samen als 'Jazzinvloeden in de 20e-eeuwse pianomuziek', Tango's uit Latijns-Amerika en Europa, 'Pictures at a Mondrian Exhibition', 'Pictures at a Van Gogh Exhibition' en 'Picasso and the Music of his Century'.
In 1996 startte hij zijn project 'New Blues for Piano' waarvoor inmiddels bijna tweehonderd componisten uit rond de vijftig landen een bijdrage schreven in de vorm van een kort, blues-achtig werk. Bloemlezingen uit dat project verschenen op vijf cd's en werden gepubliceerd door Donemus in Nederland en door Peer Music in Duitsland.
In de jaren 2000 legde Worms zich toe op Spaanse pianomuziek en in het bijzonder op de muziek van Frederic Mompou, die hij op drie cd's vastlegde. Hij is ook actief als jazzpianist. Worms voert tevens veel werken van Christina Oorebeek uit.